# Protea obtusifolia
Protea obtusifolia är en tvåhjärtbladig växtart som beskrevs av Buek och Meissn.. Protea obtusifolia ingår i släktet Protea och familjen Proteaceae. Inga underarter finns listade i Catalogue of Life.